# Orinoma damaris
Orinoma damaris är en fjärilsart som beskrevs av Gray 1846. Orinoma damaris ingår i släktet Orinoma och familjen praktfjärilar. Inga underarter finns listade i Catalogue of Life.

## Bildgalleri

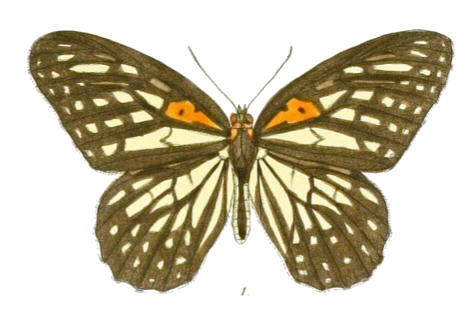
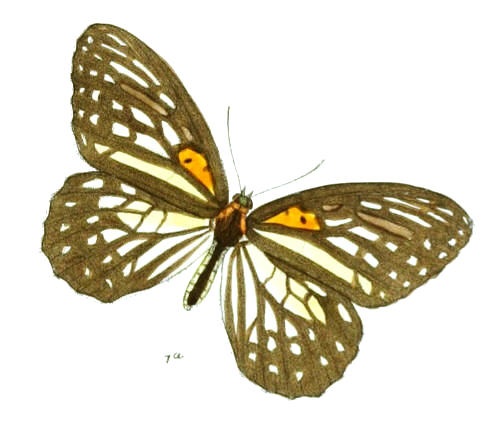